# Moses Odubajo
Pour les articles homonymes, voir Moses.
Moses Adeshina Ayoola Junior Odubajo (né le 28 juillet 1993 à Greenwich, dans le Grand Londres en Angleterre), est un footballeur anglais qui évolue au poste d'arrière droit ou milieu droit à l'AEK Athènes.

## Biographie
Arrière droit pouvant aussi évoluer en défense droit, Moses Adubajo commence sa carrière professionnelle en 2010 au club de Leyton Orient, avant d'être transféré à Brentford  en 2014.
Le 7 août 2015 il rejoint Hull City.
Le 7 août 2018 il rejoint Brentford.
A l'issue de la saison 2018-2019, il est libéré par Brentford.
Le 11 juillet 2019, il rejoint Sheffield Wednesday.
Le 30 juillet 2021, il rejoint Queens Park Rangers.